# Кременки (Старомайнский район)
Кремёнки — село в Старомайнском районе Ульяновской области, входит в состав Прибрежненского сельского поселения. Расположенное в 14 км к югу от Старой Майны, на берегу Куйбышевского водохранилища.

## История
История села началась с 1666 года, когда здесь в «росчищах» поселилась община воинских тяглых людей и бобылей, основав Кремёнскую слободу.
В 1682 году башкирам-кочевникам удалось захватить Кремёнскую слободу, значительно разорив её. Кочевники не только грабили поселенцев, но и угоняли их в полон вместе с семьями с тем, чтобы продать их на рынках Средней Азии.
В 1699 году, по указу Петра I, местные жители были переселены на речку Хмелёвку приток реки Майны, в новую деревню, названную по речушке Хмелёвкой (ныне с. Лесная Хмелёвка). На освободившиеся их земли, в том же году были переселены из Уржума (Вятской губернии) служивые иноземцы — польская шляхта из 82 рядовых, которые получили здесь по 60 четвертей в каждом из трёх полей и сенных покосов по 15 десятин.
В 1768 году в селе Кремёнки тщанием прихожан была построена деревянная церковь во имя Архистратига Божия Михаила и она стала называться — Архангельское.
В 1780 году, при создании Симбирского наместничества, село Архангельское Кремёнки тож вошло в состав Ставропольского уезда.
Весной 1818 года произошло выступление сельчан, причиной которого стали издевательства приказчика и десятника помещиков Наумовых. В результате дело дошло до Симбирска и Москвы, губернатор М. Л. Магницкий направил Александру I рапорт о возмущении кремёнковцев и головкинцев. Спокойствие было восстановлено.
В 1850 году группой казённых крестьян переселённых из села, образовали деревню Кремёнские Выселки.
В 1851 году село вошло в состав Ставропольского уезда Самарской губернии.
В 1861 году село стало волостным центром, в которую вошли: с. Кремёнки, с. Головкино, д. Ольговка, Старый Урень, Кремёнские Выселки, Малиновка, сельцо Ивановка.
В 1874 году в селе открылась церковно-приходская школа, построенная прихожанами, а в 1879 году здесь открылась земско-общественная школа.
В 1885 году тщанием прихожан в Кремёнках была построена новая каменная церковь с тем же престолом во имя Архистратига Божия Михаила — Михайло-Архангельская церковь.
В 1911 году в Кремёнках была построена новая деревянная, крытая железом земская школа, в которой в 1912 году училось 42 мальчика и 49 девочек.
В 1917 году в селе был создан Исполнительный комитет Кременского волостного Совета рабочих, крестьянских и красноармейских депутатов с. Кремёнки Ставропольского уезда Самарской губернии, а в 1918 году был создан Кремёнский сельский Совет рабочих, крестьянских и красноармейских депутатов Кремёнской волости Мелекесского уезда Самарской губернии, в 1928 году стал именоваться исполнительный комитет Кремёнский сельского Совета рабочих, крестьянских и красноармейских депутатов Чердаклинского района Ульяновского округа Средне-Волжской области.
В 1920 году село вошло в состав Мелекесского уезда.
В 1928 году село вошло в состав Старомайнского района.
16 февраля 1930 года в Кремёнках была создана сельхозартель (колхоз) «Волна революции».
В 1930 году с церкви сняли колокола — 5 штук весом 2,71 тонны, а в мае 1937 года церковь закрыли.
В 1943 году село вошло в состав Ульяновской области.
С Великой Отечественной войны не вернулись 66 человек.
В 1952 году к колхозу «Волна Революции» (с. Кремёнки) присоединены колхозы: «Красный Партизан» (д. Старый Урень), «Парижская коммуна» (д. Малиновка ) и часть жителей села Головкино.
7 июля 1953 года принято решение исполкома Ульяновского областного Совета депутатов трудящихся 3825/32 «Об объединении сельских Советов области» Кремёнский, Кремёно-Выселковский и Головкинский сельские Советы объединились в один Кремёнский сельский Совет с центром в с. Кремёнки.
С образованием Куйбышевского водохранилища, большая часть Кремёнок была снесена и сломана церковь. На новую площадку были доприселены жители сёл и деревень: Старый Урень, Головкино и односельчане сносимой части села.
С февраля 1992 года совхоз «Кремёнский» реорганизовался, сменив форму собственности и разделившись на три ассоциации крестьянских хозяйств под названием «Гарант», «Коммунар» и «Русь».
В 2005 году село вошло в состав Прибрежненского сельского поселения.
С 13 по 16 декабря 2021 года на канале «НТВ» прошёл показ т/с «Пять минут тишины. Симбирские морозы», одна из серий была снята на туристической базе «Славянское Подворье».
С 1 по 6 августа 2023 года на базе отдыха «Славянское Подворье»  открылся III Международный молодежный лагерь БРИКС, в котором участвуют гости из всех пяти стран.

## Население
| Год  | Число дворов | Число жителей | Примечания |
| ---- | ------------ | ------------- | --- |
| 1678 | 150          | 517           | |
| 1699 | 96           | 280           | |
| 1780 |              | 482           | Ревизских душ: однодворцев — 66, помещиковых крестьян — 5, экономических крестьян — 361, отписных из-за помещика — 43, малороссиян владельческих — 7. |
| 1852 | 204          | 1853          | |
| 1859 | 285          | 1814          | 1 православная церковь |
| 1884 | 204          | 1117          | |
| 1889 | 223          | 1209          | Вол. прав., церковь, зем. школа, 5 ветр. мел., 3 обдир. и 1 шерсточес. завода,                                                                        |
| 1897 | 228          | 1270          | |
| 1910 | 220          | 1386          | Церковь. 2 шк. зем. и церк.-приход., 4 ветр. мельн., Вол. Прав.                                                                                       |
| 1926 | 241          | 1091          | в четырехклассной школе 55 учеников, в школе была скромная библиотека                                                                                 |
| 1959 |              | 697           | |
| 1999 | 151          | 423           | |

## Известные уроженцы
- Анатолий Фёдорович Соболевский — командир роты, отличившийся при форсировании Днепра, за что удостоен звания Героя Советского Союза.
- Владимир Иванович Долматов — полный кавалер Георгиевского креста, участник Первой мировой войны.
- Долматов Борис Павлович — российский учёный и преподаватель. Начальник Мурманского высшего инженерно-морского училища.
- Зуев Василий Иванович (1870—1941) — художник-миниатюрист, работал у Николая II и с Фаберже [18].
- Шубин Олег Анатольевич — спортсмен.

## Достопримечательности

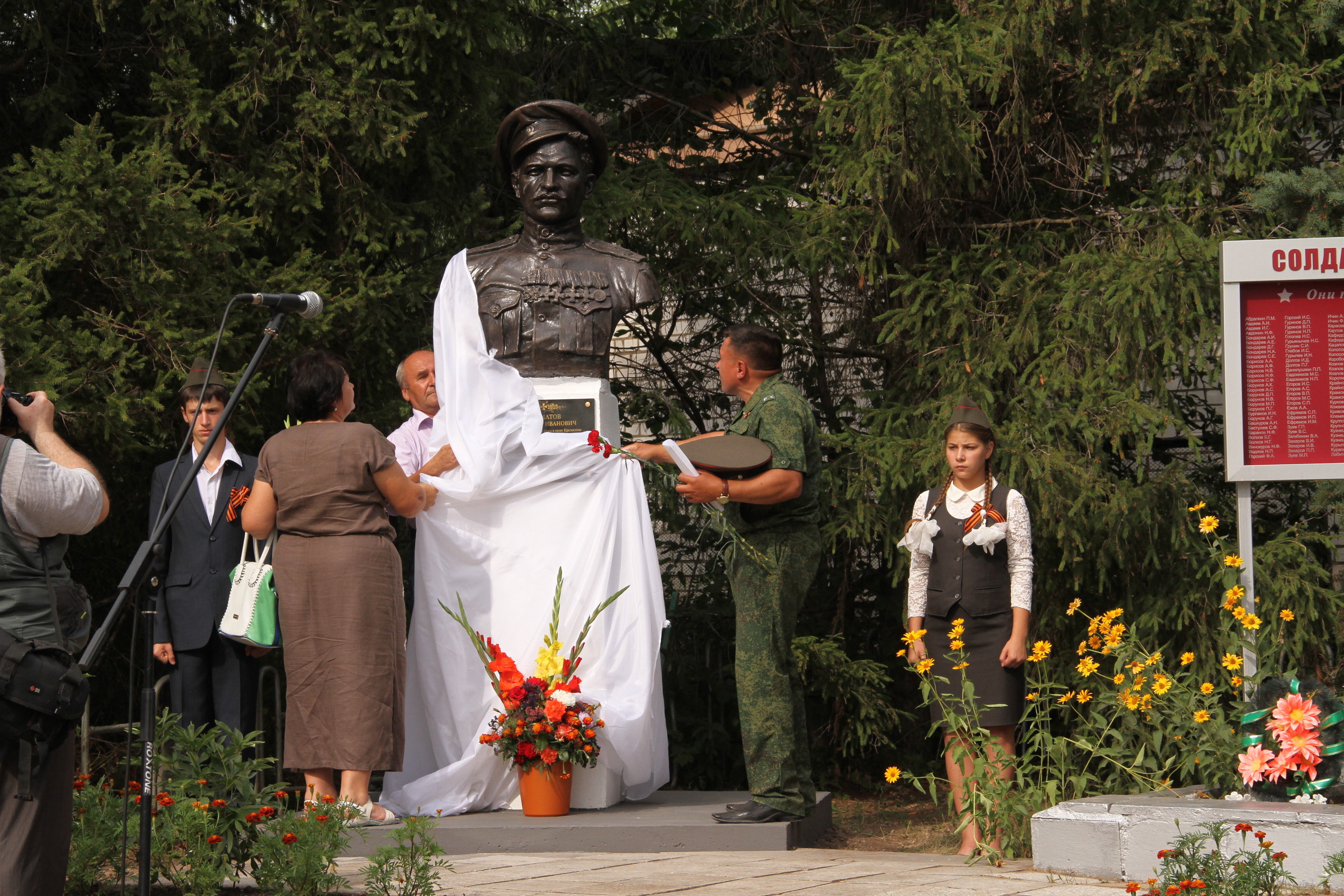
Открытие памятнику В. И. Долматову (1.08.2016 г.)

- Открытие памятнику В. И. Долматову (1.08.2016 г.)1.08.2016 года в селе открыли памятник Владимиру Ивановичу Долматову[19].
- Братская могила воинов, погибших за Советскую власть в годы гражданской войны, 1918 г. (в 2 км от села, в 8 км на юго-запад от дороги на Ульяновск) (решение облисполкома от 16.03.1957 г. № 223/5);
- Братская могила десантникам-красноармейцам (1918 г., сельское кладбище; распоряжение Главы администрации Ульяновской области от 29.07.1999 г.)[20],
- Стела воинам-землякам — участникам Великой Отечественной войны (2010 г.)[21],
- Пьедестал, оставшийся от уничтоженного в 1990-х гг. памятника В. И. Ленину (перенесён из с. Головкино).
- В музейном уголке села есть небольшая картинная галерея, состоящая из девяти портретов известных кремёнковцев, написанных маслом в конце 1980-х — начале 1990-х гг.
- Михайло-Архангельская церковь (1885 г.), на восточной окраине Кремёнок (распоряжение Главы администрации Ульяновской области от 29.07.1999 № 959-р)[20][22][23].

## Памятники археологии
- В самом селе и его окрестностях обнаружено множество памятников археологии от позднего неолита до Золотой Орды, причём среди них выделяется городище «Чёртов городок» V—XIV вв., поэтому можно говорить о заселении этого места уже в новом каменном веке (предположительно IV тыс. до н. э.). В сводном списке объектов археологического наследия Старомайнского района, распоряжением Главы администрации Ульяновской области от 29.07.1999 г., числится шесть памятников:
- 1) селище «Кремёнки-1» (2-я половина II тыс. до н. э.);
- 2) селище «Кремёнки-2» (XIV в.);
- 3) селище «Кремёнки-3» (2-я половина II тыс. до н. э.);
- 4) городище «Чёртов городок» (3-я четверть I тыс. — 1-я половина II тыс.);
- 5) курганная группа «Кремёнки» (2 насыпи) (2-я половина II тыс. до н. э.?);
- 6) курган «Кремёнки» (2-я половина II тыс. до н. э.?).

Один из перечисленных объектов находится в центре села, остальные — на расстоянии от 0,5 до 4 км..

## Инфраструктура
В селе — школа (закрыли в 2008 году), Дом культуры, отделение связи, мельница, детский сад (открыт в 2012 г.), медицинский пункт и фермерское хозяйство «Колос». Туристическая база «Славянское Подворье».

## Улицы
ул. Береговая, ул. Дачная, Дачный 3-й пер., ул. Лермонтова, ул. Луговая, ул. Набережная, ул. Наганова, ул. Обширная, ул. Полевая, ул. Попутная, Придорожный пер., ул. Речная, ул. Рыбацкая, ул. Северная, Сиреневый пер., ул. Спокойная, ул. Тенистая, Южный пер.